# Histerosalpingografia
La histerosalpingografia (HSG), també coneguda com uterosalpingografia, és un procediment radiològic per investigar la forma de la cavitat uterina i la forma i la permeabilitat de les trompes de Fal·lopi. És un procediment de raigs X especial que utilitza agent de contrast. En aquest procediment, s'injecta el material opac al canal cervical i es prenen radiografies. Un resultat normal mostra l'ompliment de la cavitat uterina i l'ompliment bilateral de la trompa de Fal·lopi amb el material d'injecció. Per demostrar la permeabilitat de les trompes, cal observar el vessament del contrast a la cavitat peritoneal. La histerosalpingografia té un paper vital en l'estudi de la infertilitat femenina, especialment en el cas de l'obstrucció de les trompes de Fal·lopi.

## Usos
L'HSG es considera un procediment diagnòstic. S'utilitza en l'estudi de dones infèrtils per avaluar la permeabilitat de les trompes de Fal·lopi, avaluar la competència del coll uterí o anomalies congènites de l'úter en avortaments espontanis múltiples, avaluar la permeabilitat de les trompes de Fal·lopi després de la cirurgia o la lligadura de trompes, o abans de la inversió de la lligadura de trompes. Rarament, l'HSG s'utilitza per avaluar la integritat d'una cicatriu de cesària.